# Lleuda de Barcelona

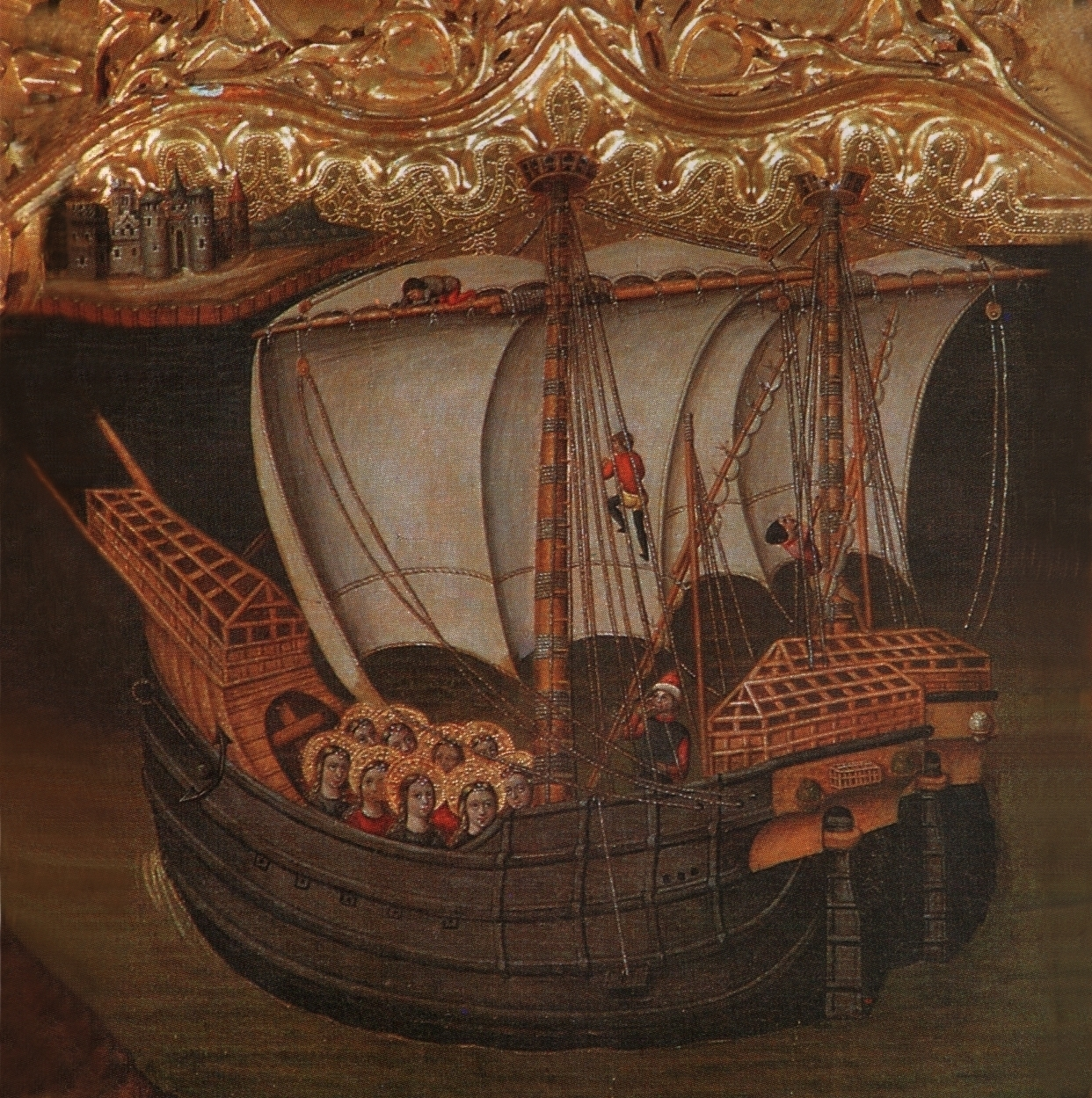
Naus catalanes del segle XIV amb timó de codast (aleshores anomenats "timons de roda").

La lleuda de Barcelona del 1221 és una llista d'aranzels sobre diverses mercaderies desembarcades a Barcelona per a ser venudes a la ciutat o en trànsit cap a altres destinacions. El document conservat és un acord entre el rei Jaume el Conqueridor i Guillem de Mediona per a repartir-se els ingressos derivats de les mercaderies esmentades.

## Importància
La prosperitat de la ciutat de Barcelona –i, de retruc, la de tot el Principat i la de tots els regnes governats pels comtes de Barcelona- es va basar durant segles en el seu comerç.
El document de la lleuda és important per diversos conceptes. La seva lectura (vegeu les referències) permet constatar les afirmacions següents. Primerament hi ha una llista de mercaderies que permet analitzar les pròpies mercaderies i la seva terminologia tradicional. En segon lloc hi ha l'impost corresponent a cada producte que indica el valor absolut o el relatiu (segons els casos).

## Càrrega, descàrrega, contenidors i embalatges

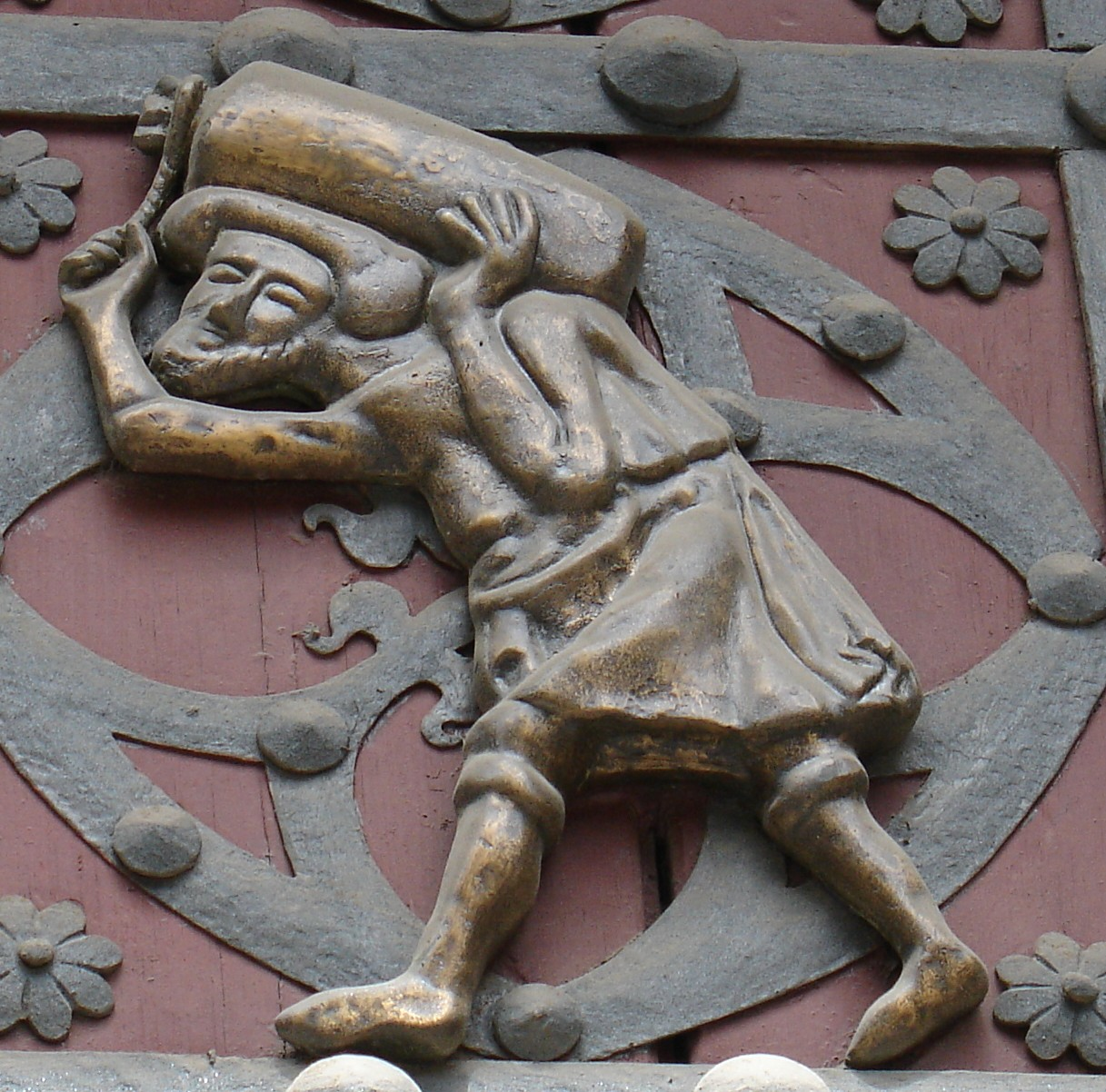
Bastaix representat a l'església de Santa Maria del Mar.

Les operacions de càrrega i descàrrega (platja/vaixell o vaixell/platja) les efectuaven barquers especialitzats de la ciutat (molt aviat agrupats en una confraria) ajudats dels mariners del vaixell (segons regulacions compilades posteriorment en el Llibre del Consolat de Mar). El transport terrestre es feia en carros o a les espatlles dels “Bastaixos de capçana” o “macips de ribera”.
Algunes mercaderies exigien un embalatge o un contenidor adequat.

## Abast de la lleuda
Tal com s'indica a la introducció el document de la lleuda (anomenat lleuda de Barcelona o lleuda de Mediona en diversos estudis) és un acord entre Jaume el Conqueridor i Guillem de Mediona sobre el repartiment dels ingressos derivats de les mercaderies indicades.

## Llista de mercaderies
A més de les consideracions indicades inicialment, cada mercaderia pot ser estudiada de manera individual (vegeu, en cada cas, l'article corresponent). Una manera d'exposar el tema és oferir una llista de mercaderies seguint el mateix ordre del document de la lleuda. Segueix a continuació.
- Piperis. Vegeu Pebre.
- Galae. Vegeu Agalla (botànica).
  - Les gales són riques en resines i àcid tànnic, i es van fer servir per a fer tinta, en tints i com a taní.
- Linum. Vegeu Lli.
- Catomaplum
- Falleta. Aparentment era una varietat de cotó.[5]
- Cumí. Vegeu Comí.
  - Cumí dulce
- Granae
  - Probablement el terme fa referència a la "grana" o "cotxinilla"[6] emprada pels tintorers.[7][8]

- Gingebre
- Incensum. Vegeu Encens.
- Canella. Vegeu Canyella.
- Masticum. Vegeu Màstic.[9]
- Lacha. Vegeu Laca.[10]

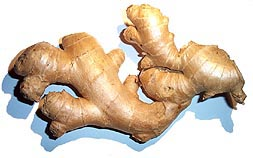
Rizoma de gingebre.

- Carrega de Brasill. Vegeu Caesalpinia echinata.
  - Brasil[11][12]

- Carrega de Ortixica
- Carrega de Stagno. Vegeu Estany (element).

- Carga de coure. Vegeu Coure.

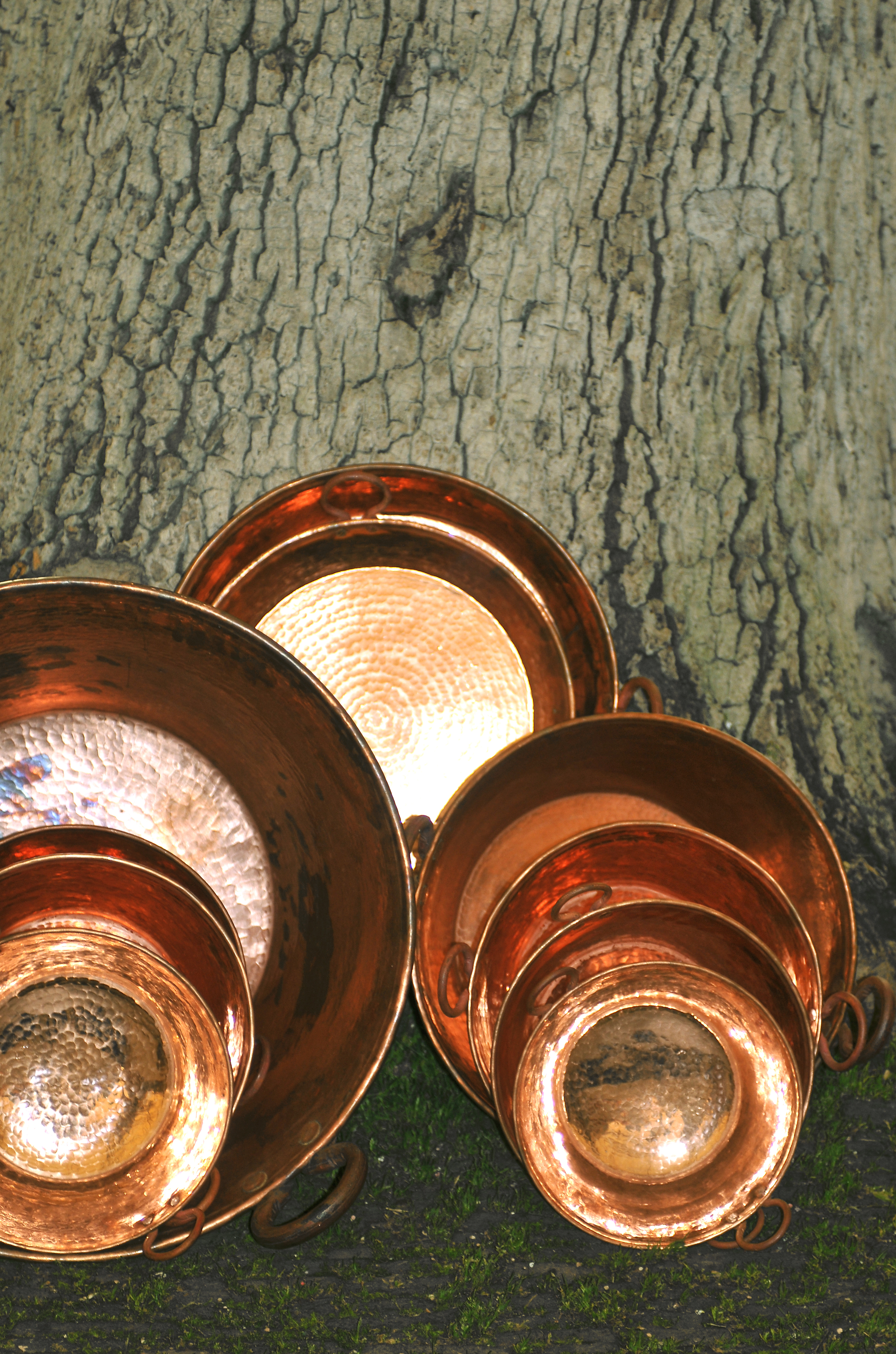
Recipients de coure.

  - El coure era un dels metalls més importants. Emprat en la fabricació de peces diverses, en forma pura o aliat a altres metalls. A vegades en peces de grans dimensions.[13]
- Indi. Vegeu Indi (colorant).
- Allum. Alum.[14] Vegeu  Alum de potassi
- Classa.[15] Vegeu Canyafístula.
- Omnes alia species ... Fa referència a totes les espècies que no fossin pebre. Havien de tributar com el pebre i els guanys s'havien de distribuir 2/3 al rei i 1/3 a Guillem de Mediona.
- Cera
- Seda
- Corium unumquodque bovís. Pell sencera de bou
- Unum cent de Cunills. Cent pells de conill
- Unum cent de boquines. Cent pells de cabra
- Unum cent de moltonines. Cent pells de moltó.
- Cent de agnines. Cent pells d'anyell
- Lana. Vegeu Llana
- Dotzena de gats. Dotzena de pells de gat.
- Dotzena de fuine. Dotzena de pells de fagina
- Pessa de fustani. Peça de fustany.[16]
- Tela
- Ргеsetum rubeum & totus Pannus de colore tam pressetum quam salia de colore
- Pannus albus
- Petia de bruides
- Totus pannus de lana
- Unaquaeque penna de Cunilis
- Unaquaeque penna de agnels
- Centum de cabrites
- Totes tresdosses & colers

Nota: El document continua amb sis pàgines més, canviant la forma de llista i introduint altres conceptes. Es resumirà en l'apartat següent d'aquest article

## Taxes, particions i altres

### Preus i monedes

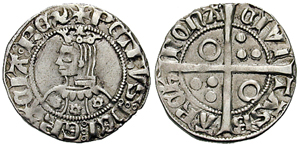
Croat de Pere III. Equivalent a un sou o 12 diners.

Una lliura barcelonina equivalia a 20 sous o 240 diners.

### Esclaus sarraïns
La lleuda per la venda d'un esclau era de 16 diners, la meïtat per al rei i la meïtat per a Guillem de Mediona. El dret de trànsit (passatge o “pasaticum”) era de 8 diners, a cobrar per Guillem de Mediona.
- Per a preus d'esclaus vegeu la referència adjunta.[17]

### Cavalls
Les xifres i repartiments dels impostos per les bésties cavallines són les mateixes que en el cas dels esclaus.
- Sense que serveixi d'un preu de referència, hi ha un rossí (cavall ordinari) comprat per 900 sous.[18]

### Lleudes diverses
- “Corium bovas: donat duos denarios…” Una pell de bou havia de pagar dos diners (1 pel rei i 1 a Guillem de Mediona).
- La sal, l'oli, la “cieda” (matança?), el sucre i la mel pagaven la vintena parte. Tota per a Guillem de Mediona.
- Tot el ferro obrat pagava la vintena a Guillem de Mediona.
- La pega, el quitrà, la fusta que venia per via marítima, canaps (Vegeu cànem), oli de llinosa, la fusta de boix (obrada o en brut), tot vaixell venut (nau, galera, lleny gran o petit), tot el peix salat, tot el sagí, tot el seu, … pagaven la vintena part a Guillem de Mediona.

### Altres lleudes
- 1 garrí. Dos diners per venda. Dos diners per passatge. A Guillem de Mediona.
- "Sepae". Potser "sapa". Vegeu Most i arrop.[19][20][21][22] Paga la vintena a Guillem de Mediona.
  - Una remota relació amb l'arrop podria trobar-se en la  fabricació de vi de panses o de figues en les vaixells.
- Càrrega d'alls portats per mar paga la vintena a Guillem de Mediona.

### Més lleudes
- Sendatum. Vegeu Sendat.
- Pannus de hostha. Fustany?
- Purpura & sciclatons
  - Vegeu "tela de porpra".[23]
  - Sciclatons.[24]
- Alius pannus de seda
- Paper

## Obres semblants
Hi ha algunes obres que tracten de mercaderies medievals amb una dedicació especial. També hi ha obres modernes que ofereixen un estudi detallat de les obres indicades. La seva consulta pot solucionar problemes puntuals o informació general sobre el tema. Vegeu algunes de les obres esmentades a continuació.
- Manual del viatge fet per Berenguer Benet a Romania, 1341-1342: estudi i edició. Daniel Duran i Duelt.[25]
- La pratica della mercatura scritta da Francesco Balducci Pegolotti.[26]
- Antoni de Capmany de Montpalau i de Surís va copiar la llista de Balducci i en va oferir una traducció i interpretació (admetent les pròpies mancances).[27]
- El primer manual hispánico de mercadería (siglo XIV). Miguel Gual Camarena.[28]
- Glossari on line. Vocabulario de Comercio Medieval. Legado Gual Camarena. Universidad de Murcia.[29]
- El llibre de comptes de Nicolau de Mediona. Maria Teresa Ferrer i Mallol.[30]